# Peckia buethni
Peckia buethni är en tvåvingeart som först beskrevs av Carroll William Dodge 1965.  Peckia buethni ingår i släktet Peckia och familjen köttflugor.
Artens utbredningsområde är Jamaica. Inga underarter finns listade i Catalogue of Life.